# Хайба, Анталь
Анталь Хайба (венг. Hajba Antal; 1938—2017) — венгерский гребец-каноист, выступал за сборную Венгрии по гребле на всём протяжении 1960-х годов. Чемпион мира, десятикратный чемпион Венгрии в различных гребных дисциплинах, участник летних Олимпийских игр в Токио. Также известен как тренер по гребле на байдарках и каноэ.

## Биография
Анталь Хайба родился 16 января 1938 года в деревне Микошсеплак медье Ваш. С пятнадцати лет серьёзно занимался борьбой, но в 1957 году перешёл в греблю на байдарках и каноэ, так как хотел произвести впечатление на девушку, выступающую в этом виде спорта. Первое время тренировался в клубе Kossuth Kayak, позже состоял в клубах MHS и Egyetértés, где проходил подготовку под руководством тренеров Гезы Давида, Яноша Шёптеи и Яноша Парти.
Впервые заявил о себе в 1961 году, когда на чемпионате Венгрии одержал победу в зачёте одиночных каноэ на дистанциях 500 и 1000 метров, а также стал серебряным призёром на десятикилометровой дистанции. По итогам национального первенства вошёл в основной состав венгерской национальной сборной и побывал на чемпионате Европы в польской Познани, где в одиночках стал седьмым на тысяче метрах и закрыл десятку сильнейших на десяти тысячах метрах.
Год спустя в одиночках на пятистах и тысяче метрах стал серебряным призёром чемпионата Венгрии, тогда как на десяти километрах взял бронзу.
В 1963 году стал чемпионом Венгрии среди каноэ-одиночек на дистанции 10000 метров и в программе эстафеты 4 × 500 м, кроме того, получил серебряную медаль на пятистах метрах и бронзовую медаль на тысяче метрах. На первенстве Европы в югославском Яйце (здесь также разыгрывалось первенство мира) показал четвёртый результат в километровой гонке одиночек, немного не дотянув до призовых позиций.
На чемпионате Венгрии 1964 года одержал победу в состязаниях одиночных каноэ на десяти километрах, выиграл бронзовую награду на одном километре и впервые выступил в двойках, став серебряным призёром на километре. Благодаря череде удачных выступлений удостоился права защищать честь страны на летних Олимпийских играх в Токио — вместе с напарником Арпадом Шольтесом в двойках на 1000 метрах благополучно преодолел предварительные отборочные этапы и квалифицировался в финал, где имел хорошие шансы на попадание в число призёров, но финишировал лишь четвёртым, чуть более секунду уступив пришедшим третьими датчанам.
После токийской Олимпиады Хайба остался в составе гребной команды Венгрии и продолжил принимать участие в крупнейших международных соревнованиях. Так, в 1965 году он выиграл национальное первенство в одиночках на тысяче метрах и в эстафете, в то время как на дистанциях 500 и 10000 метров стал серебряным призёром. Выступил на европейском первенстве в Бухаресте, разместившись в итоговых протоколах соревнований на четвёртой строке в дисциплине C-1 1000 и на пятой строке в дисциплине С-10000.
В 1966 году стал чемпионом страны в эстафете и отправился на чемпионат мира в Восточном Берлине, где так же обогнал всех своих соперников в десятикилометровой гонке одиночек и завоевал тем самым золотую медаль.
Последний раз показал сколько-нибудь значимые результаты в гребле на байдарках и каноэ в сезоне 1967 года, когда на чемпионате Венгрии одержал победу в одиночках на пятистах метрах и в двойках на тысяче метрах, став таким образом десятикратным чемпионом страны. Помимо этого, выступил на чемпионате Европы в немецком Дуйсбурге, где финишировал четвёртым в одиночных каноэ на дистанции 10000 метров.
Начиная с 1969 года осуществлял тренерскую деятельность, хотя ещё вплоть до 1971 года оставался действующим спортсменом и продолжал участвовать в соревнованиях. Получив в 1972 году высшее физкультурное образование, затем в течение многих лет работал тренером по гребле на байдарках и каноэ в различных венгерских клубах, в разное время ему доводилось возглавлять национальные сборные Канады и Южной Кореи в этом виде спорта. Многие из его учеников добились высоких спортивных результатов, в частности трое воспитанников завоёвывали звание чемпионов мира.
Умер 5 марта 2017 года в возрасте 79 лет в результате продолжительной болезни.